# Spyker C8

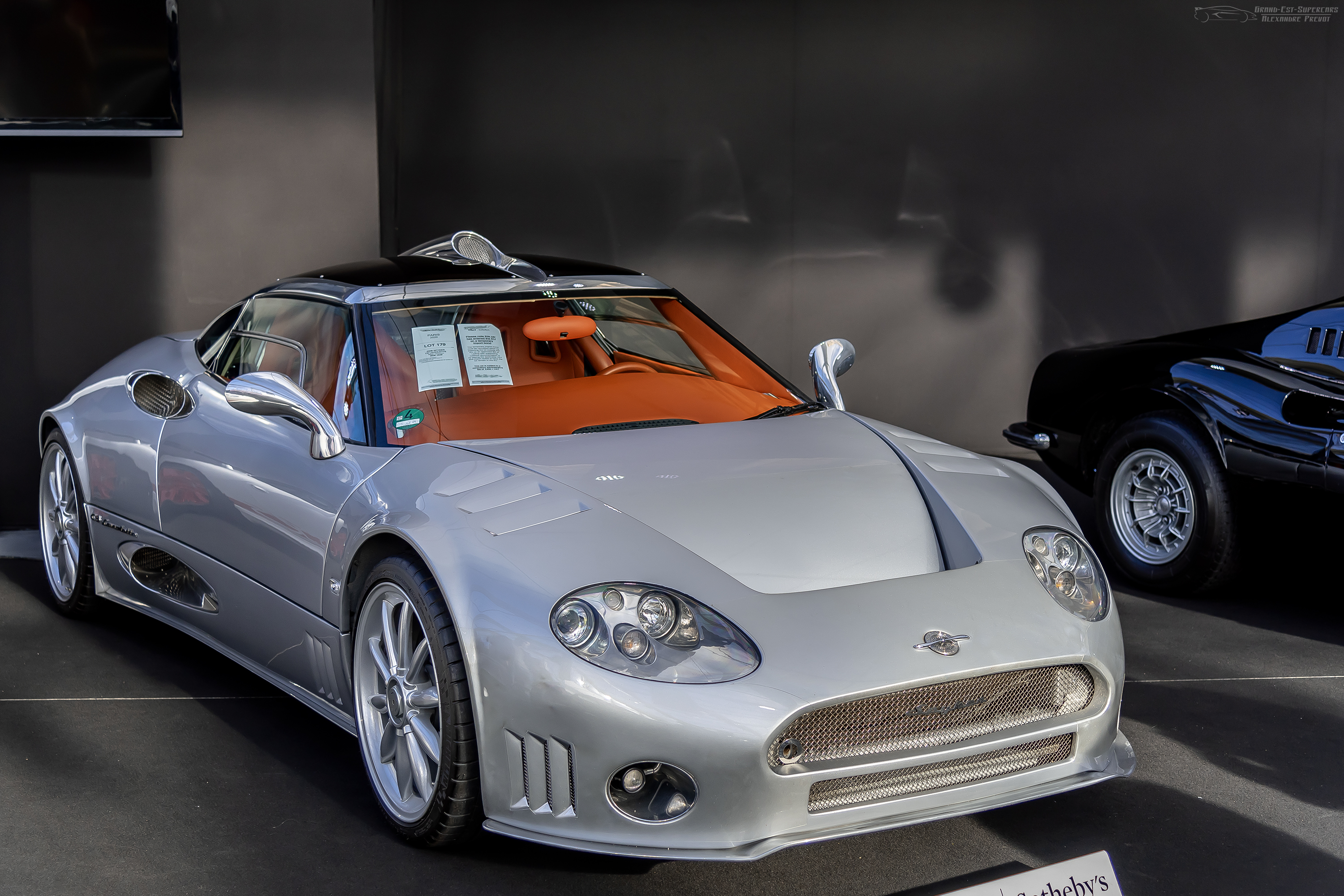
Spyker C8 Laviolette

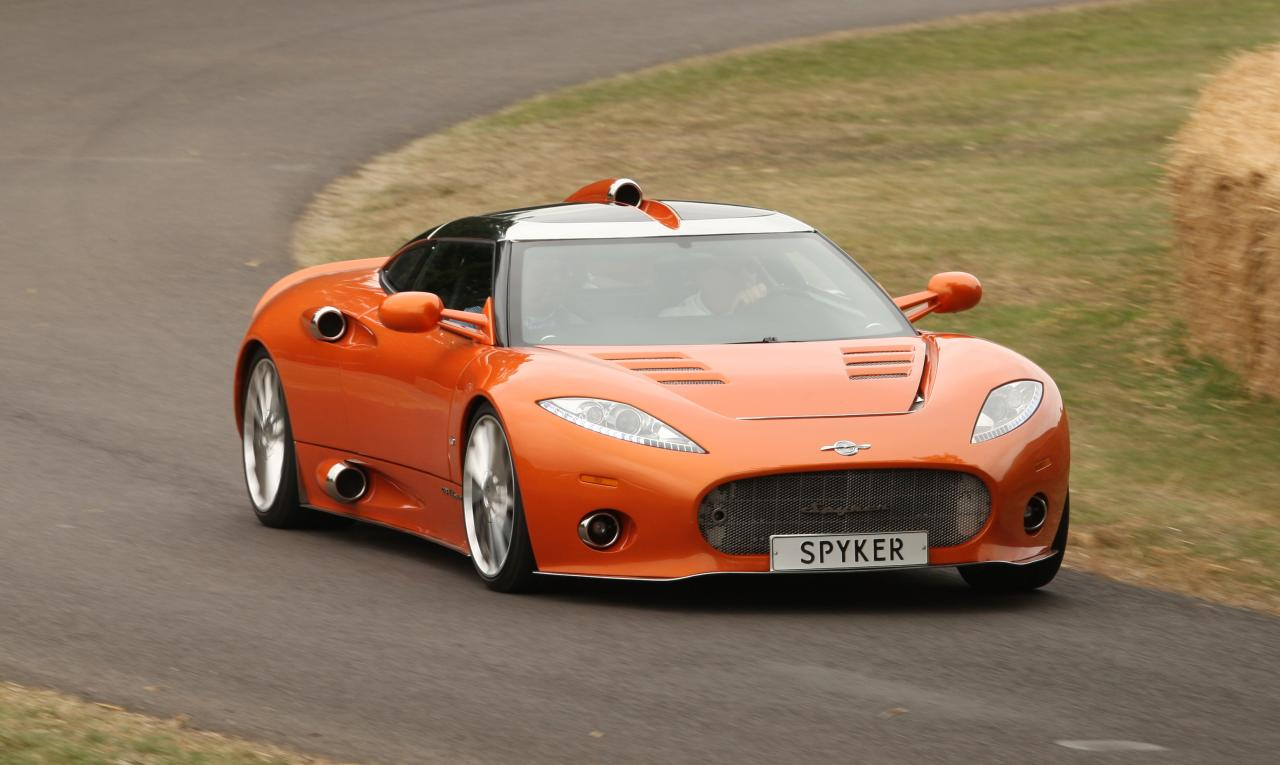
Spyker C8 Aileron

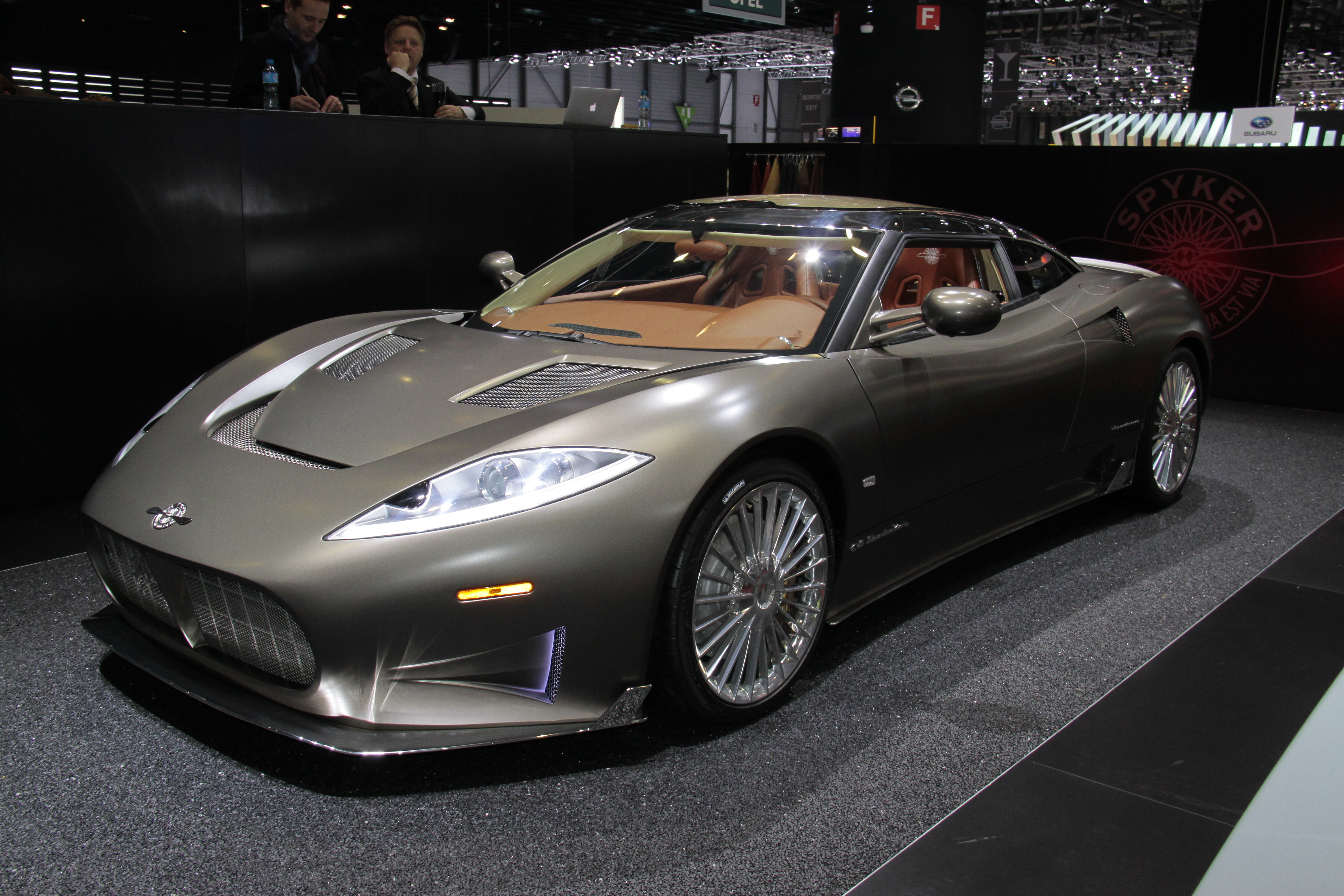
Spyker C8 Preliator auf dem Genfer Auto-Salon 2016

Der Spyker C8 ist ein Sportwagen des niederländischen Fahrzeugherstellers Spyker. Der Nettokaufpreis des C8 Laviolette betrug etwa 232.500 Euro.

## Modelle
Es gab sieben verschiedene Modelle des Spyker C8:
- Spyker C8 Laviolette (Debüt im Frühling 2001)
- Spyker C8 Spyder (Debüt im Herbst 2000 in Birmingham)
- Spyker C8 Double 12S
- Spyker C8 Aileron (Debüt im 2008)
- Spyker C8 Aileron Spyder (Debüt im August 2009 in Pebble Beach)
- Spyker C8 Preliator (Vorstellung auf dem Genfer Auto-Salon 2016)
- Spyker C8 Preliator Spyder (Vorstellung auf dem Genfer Auto-Salon 2017)

## Motor
Der Spyker C8 wird von einem Audi-V8-Motor mit einer Leistung von 298 kW (405 PS) angetrieben und erreicht eine Höchstgeschwindigkeit von 300 km/h. Er beschleunigt von 0–100 km/h in 4,5 s bei 3,5 kg/PS.

## Technische Daten C8 Preliator
|                                             | C8 Spyder                   | C8 Laviolette               | C8 Aileron                  | C8 Preliator                |
| Bauzeitraum                                 | 2000–2009                   | 2001–2009                   | 2009–2014                   | Prototyp                    |
| Motorkenndaten                              |                             |                             |                             |                             |
| Motortyp                                    | V8-Ottomotor                | V8-Ottomotor                | V8-Ottomotor                | V8-Ottomotor                |
| Einbaulage                                  | Mittig längs                | Mittig längs                | Mittig längs                | Mittig längs                |
| Ventile/Nockenwellen                        | 5 pro Zylinder/4            | 5 pro Zylinder/4            | 5 pro Zylinder/4            | 5 pro Zylinder/4            |
| Hubraum                                     | 4163 cm³                    | 4163 cm³                    | 4163 cm³                    | 4163 cm³                    |
| Bohrung × Hub                               | 84,5 × 92,8 mm              | 84,5 × 92,8 mm              | 84,5 × 92,8 mm              | 84,5 × 92,8 mm              |
| max. Leistung bei min−1                     | 298 kW (405 PS) / 6800      | 298 kW (405 PS) / 6800      | 298 kW (405 PS) / 7000      | 391 kW (532 PS) / 6800      |
| max. Drehmoment bei min−1                   | 480 Nm / 3500               | 480 Nm / 3500               | 480 Nm / 3500               | 600 Nm / 3500               |
| Kraftübertragung                            |                             |                             |                             |                             |
| Antrieb                                     | Hinterradantrieb            | Hinterradantrieb            | Hinterradantrieb            | Hinterradantrieb            |
| Getriebe, serienmäßig                       | 6-Gang-Schaltgetriebe       | 6-Gang-Schaltgetriebe       | 6-Gang-Automatikgetriebe    | 6-Gang-Schaltgetriebe       |
| Getriebe, optional                          | –                           | –                           | –                           | 6-Gang-Automatikgetriebe    |
| Messwerte                                   |                             |                             |                             |                             |
| Länge × Breite × Höhe                       | 4185 mm × 1880 mm × 1245 mm | 4185 mm × 1880 mm × 1245 mm | 4618 mm × 1953 mm × 1270 mm | 4628 mm × 1953 mm × 1202 mm |
| Radstand                                    | 2575 mm                     | 2575 mm                     | 2725 mm                     | 2725 mm                     |
| Leergewicht                                 | 1275 kg                     | 1300 kg                     | 1560 kg                     | 1390 kg                     |
| Höchstgeschwindigkeit                       | 300 km/h                    | 300 km/h                    | 300 km/h                    | 322 km/h                    |
| Beschleunigung, 0–100 km/h                  | 4,5 s                       | 4,5 s                       | 4,5 s                       | 3,7 s                       |
| Kraftstoffverbrauch auf 100 km (kombiniert) | 13,3 l Super                | 13,3 l Super                |                             |                             |
| CO2-Emissionen (kombiniert)                 | 315 g/km                    | 315 g/km                    |                             |                             |
| Tankinhalt                                  | 75 l                        | 75 l                        | 62 l                        | 57 l                        |

## Trivia

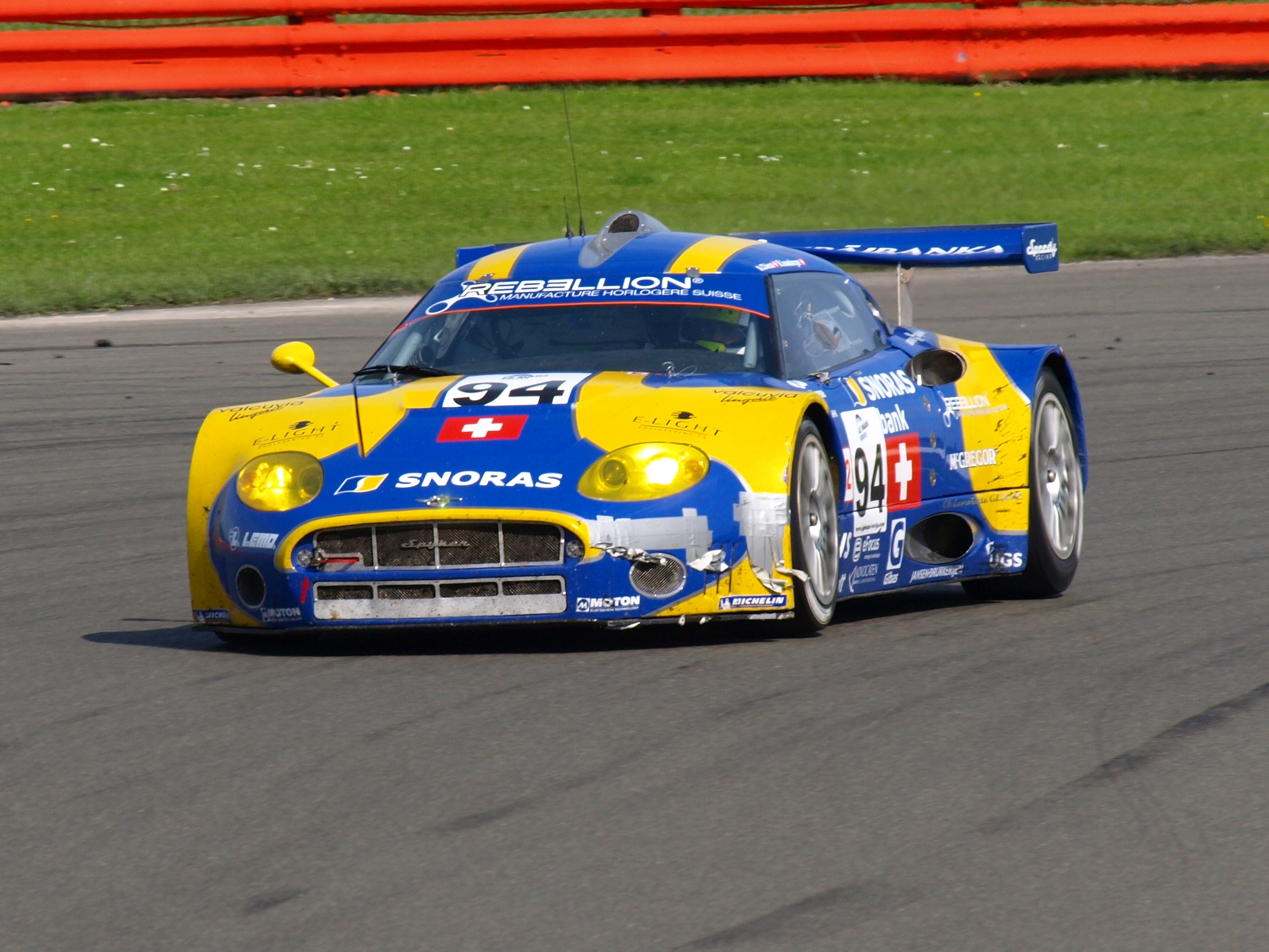
Spyker C8 Laviolette GT2-R beim 1000-km-Rennen von Silverstone 2008

Im Film Basic Instinct – Neues Spiel für Catherine Tramell fährt die Schauspielerin Sharon Stone einen Spyker C8 Laviolette, und im Film War fährt der Schauspieler Jet Li einen Spyker C8 Spyder. Außerdem kommt der Spyker C8 Spyder im Musikvideo I’m All Yours von Jay Sean vor. Im Computerspiel The Crew ist der Spyker C8 Aileron Bestandteil des Vintage-Car-Pack-DLCs.
Der Name Laviolette geht auf den Spyker-Techniker Joseph Valentin Laviolette zurück, der für die Entwicklung der ersten Spyker-Modelle in den frühen 1900er-Jahren verantwortlich war.